# 刘成军 (解放军)
刘成军（1949年11月—），山东成武人。曾任中国人民解放军军事科学院院长。中国人民解放军空军上将，已退役。中国共产党第十八届中央委员会委员。

## 生平
1949年11月生。1968年3月，参加中国人民解放军，在陆军高炮部队当战士，随后即被选拔为飞行员，进入空军。1969年11月加入中国共产党。从空军航空学校毕业后，任空军航空兵部队飞行员、中队长大队长、副团长、师技术检查主任。1983年2月后任南京军区空军司令部军训处技术检查主任、处长。1984年11月任空军航空兵师师长、空军特级飞行员。1993年1月，担任中国人民解放军空军第八军参谋长、副军长。1996年3月任军长。1998年8月任南京军区空军参谋长。
2003年7月，任南京军区副司令员兼南京军区空军司令员。2004年12月，任中国人民解放军空军副司令员。同年7月，晋升空军中将。2007年7月，任中国人民解放军军事科学院院长。2010年7月19日，晋升空军上将军衔。2014年12月退役。2015年2月28日被任命为第十二届全国人民代表大会教育科学文化卫生委员会副主任委员。